# Rivoli Veronese
Rivoli Veronese is een gemeente in de Italiaanse provincie Verona (regio Veneto) en telt 2033 inwoners (31-12-2004). De oppervlakte bedraagt 18,5 km², de bevolkingsdichtheid is 110 inwoners per km².
De volgende frazioni maken deel uit van de gemeente: Canale, Gaium.

## Demografie
Rivoli Veronese telt ongeveer 751 huishoudens. Het aantal inwoners steeg in de periode 1991-2001 met 13,7% volgens cijfers uit de tienjaarlijkse volkstellingen van ISTAT.
| Jaar | Inwoneraantal |
| ---- | ------------- |
| 1991 | 1741          |
| 2001 | 1980          |

## Geografie
De gemeente ligt op ongeveer 191 m boven zeeniveau.
Rivoli Veronese grenst aan de volgende gemeenten: Affi, Brentino Belluno, Caprino Veronese, Cavaion Veronese, Costermano, Dolcè, Sant'Ambrogio di Valpolicella.

## Geboren
- Sara Simeoni (19 april 1953), oud-olympisch kampioene en wereldrecordhoudster hoogspringen